# Camila Silva (álbum)
Camila Silva es el disco debut de la artista del mismo nombre; lanzado por Sony Music Chile, la preproducción comenzó en marzo del 2011 y se comenzó a grabar en julio del mismo año. Finalmente fue publicado el 8 de noviembre del 2011, y lanzado oficialmente el 21 de junio de 2012.
Silva, de apenas 17 años, después de ganar la primera temporada de «Talento Chileno», se presentó en el Festival Internacional de la Canción de Viña del Mar 2011 y luego se dedicó por completo a la grabación de su álbum debut.
El álbum no obtuvo el éxito esperado, pero también es un importante paso en la carrera de Camila. El disco contiene 12 canciones, incluyendo las versiones; «Al fin te encontré» de Río Roma, «Cuando seas grande» de Miguel Mateos, «Runaway Train» de Brandon Boyd y «Goodbye» de Avril Lavigne.

## Lista de canciones
| N.º | Título                  | Duración |  |
| 1.  | «Sigo contigo»          | 3:20     |  |
| 2.  | «Al fin te encontré»    | 3:25     |  |
| 3.  | «Distancia»             | 3:58     |  |
| 4.  | «Estrella con travesía» | 2:37     |  |
| 5.  | «Galaxia»               | 4:15     |  |
| 6.  | «Último día»            | 3:46     |  |
| 7.  | «Cuando seas grande»    | 3:17     |  |
| 8.  | «Esta noche»            | 3:23     |  |
| 9.  | «Ex amor»               | 4:11     |  |
| 10. | «Runaway Train»         | 3:25     |  |
| 11. | «Carlitos»              | 3:15     |  |
| 12. | «Goodbye»               | 4:06     |  |

## Sencillos
- «Al fin te encontré»; Es el primer oficial del álbum. Además de sacar el disco del sencillo,[2] esta canción es el segundo track del álbum, y es un cover de la banda Río Roma. Ha sido promovida por Camila, en radios y en el programa de televisión «Super Estrellas» de Chilevisión.

- «Distancia»; Es el segundo sencillo del disco. Lanzado oficialmente el 13 de junio del 2012[3] en radios y televisión (40 Principales y Yingo). Ya se sabía que este sería el segundo sencillo anunciado por Camila, vía Facebook luego de realizar una encuesta entre sus fanes acerca de cual querían que fuese el segundo sencillo, resultando Distancia como la elegida. El disco del sencillo está disponible en ITunes.[4]

## Presentaciones
La primera presentación de Camila, luego de su participación en la obertura del Festival de Viña 2011 fue el 28 de marzo en la «Plaza de la Independencia» de Concepción, en un evento benéfico para el Hogar de Cristo. Para luego presentarse en programas radiales y de televisión como «Nuestra Casa» y «El Gallinero».
El 7 de mayo realizó un concierto único en «Sala DOS» de Concepción, donde cantó varias de sus canciones. El 30 de mayo se presentó en «Fiebre de baile», con su sencillo promocional «Último día» y el 18 de junio se presentó por primera vez en Valdivia; exactamente en la «Universidad San Sebastián».
Como ganadora de la primera temporada de Talento chileno, fue invitada a abrir las galas de la segunda temporada del mismo programa, el 25 de julio del 2011.
El disco fue presentado el 12 de octubre del 2011 en «Marina del Sol», frente a sus familiares, fanes, productores y otros asistentes. En ese show pudieron escuchar extractos de todas los tracks del álbum, además de 3 canciones interpretadas en vivo por la cantante.
El 9 de noviembre del mismo año se presentó en la «Radio Femenina» de Concepción para promocionar su disco. Luego viajó a Santiago para presentarse el 28 de noviembre en el programa «Super Estrellas» de Chilevisión, cantando su primer sencillo «Al fin de encontré». Más tarde se dedicó a hacer promoción radial al mismo.
El 21 de junio de 2012 fue el primer concierto oficial de "lanzamiento" del disco en la sala «SCD Plaza Vespucio».